# Campionati austriaci di sci alpino 1974
I Campionati austriaci di sci alpino 1974 si svolsero ad Au, Schröcken e Warth tra il 21 e il 24 febbraio; furono assegnati i titoli di discesa libera, slalom gigante, slalom speciale e combinata, sia maschili sia femminili.

## Risultati

### Uomini

#### Discesa libera
| Pos. | Atleta           | Nazione   |
| ---- | ---------------- | --------- |
| 1    | Werner Grissmann | Austria   |
| 2    | Kurt Engstler    | Austria   |
| 2    | Manfred Grabler  | Australia |
| 4    | Franz Klammer    | Austria   |

Data: 21 febbraio

Località: Warth

#### Slalom gigante
| Pos. | Atleta           | Nazione |
| ---- | ---------------- | ------- |
| 1    | Thomas Hauser    | Austria |
| 2    | Josef Pechtl     | Austria |
| 3    | Hubert Berchtold | Austria |

Data: 22-23 febbraio

Località: Schröcken

#### Slalom speciale
| Pos. | Atleta           | Nazione |
| ---- | ---------------- | ------- |
| 1    | David Zwilling   | Austria |
| 2    | Hansi Hinterseer | Austria |
| 3    | Thomas Hauser    | Austria |

Data: 24 febbraio

Località: Au

#### Combinata
| Pos. | Atleta             | Nazione |
| ---- | ------------------ | ------- |
| 1    | Bobbo Nordenskiöld | Svezia  |
| 2    | Michael Koch       | Austria |

Data: 21-24 febbraio

Località: Au, Schröcken, Warth

Classifica stilata attraverso i piazzamenti ottenuti
in discesa libera, slalom gigante e slalom speciale

### Donne

#### Discesa libera
| Pos. | Atleta                | Nazione |
| ---- | --------------------- | ------- |
| 1    | Wiltrud Drexel        | Austria |
| 2    | Annemarie Moser-Pröll | Austria |
| 3    | Ingrid Gfölner        | Austria |

Data: 21 febbraio

Località: Warth

#### Slalom gigante
| Pos. | Atleta                | Nazione    |
| ---- | --------------------- | ---------- |
| 1    | Annemarie Moser-Pröll | Austria    |
| 2    | Monika Kaserer        | Austria    |
| 3    | Fabienne Serrat       | Francia    |
| 4    | Elena Matous          | San Marino |
| 5    | Michèle Jacot         | Francia    |
| 6    | Ingrid Gfölner        | Austria    |

Data: 22 febbraio

Località: Schröcken

#### Slalom speciale
| Pos. | Atleta                | Nazione |
| ---- | --------------------- | ------- |
| 1    | Fabienne Serrat       | Francia |
| 2    | Wiltrud Drexel        | Austria |
| 3    | Annemarie Moser-Pröll | Austria |
| 4    | Monika Kaserer        | Austria |

Data: 23 febbraio

Località: Au

#### Combinata
| Pos. | Atleta                | Nazione |
| ---- | --------------------- | ------- |
| 1    | Annemarie Moser-Pröll | Austria |
| 2    | Monika Kaserer        | Austria |

Data: 21-23 febbraio

Località: Au, Schröcken, Warth

Classifica stilata attraverso i piazzamenti ottenuti
in discesa libera, slalom gigante e slalom speciale